# Juraj Šimurka
Juraj Šimurka (ur. 10 maja 1961 w Trenczynie) – słowacki piłkarz grający na pozycji bramkarza i trener piłkarski.